# Legge della conservazione della massa (chimica)
In chimica la legge della conservazione della massa, o legge di Lavoisier, è una legge ponderale ed enuncia che:
"in una reazione chimica, che avviene in un sistema chiuso, la somma delle masse dei reagenti è uguale alla somma delle masse dei prodotti".

## Descrizione
Lavoisier eseguì alcuni esperimenti concentrandosi sugli aspetti quantitativi; utilizzando una semplice bilancia, egli misurava la massa delle sostanze che venivano fatte reagire (reagenti) e quella delle sostanze ottenute alla fine della reazione (prodotti) e le metteva a confronto. In questo modo osservò che se la reazione avveniva in un contenitore chiuso, cioè senza scambio di materia con l'esterno, le masse dei reagenti e quelle dei prodotti erano uguali. Questo importante risultato gli permise di formulare quella che è nota come la legge di conservazione della massa".

## Fondamenti storici

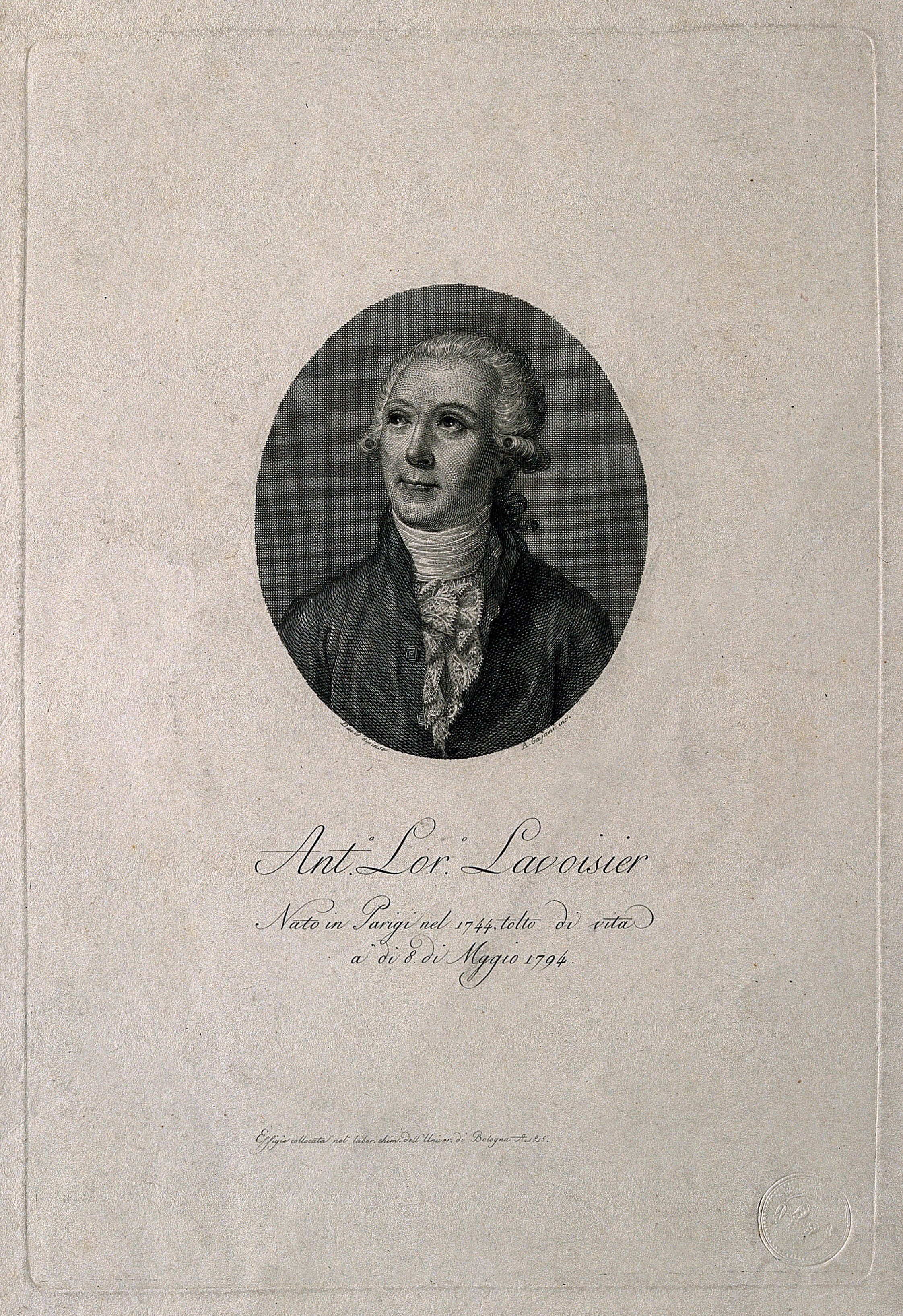
Antoine Laurent Lavoisier. Incisione in linea di A. Gajani, 1815, secondo JL David.

Un'idea importante nell'antica filosofia greca dei fisici pluralisti, era che "Nulla viene dal nulla" : nessun elemento nuovo può venire a esistere dove prima non c'era niente. Una dichiarazione esplicita di questo, insieme inoltre al principio che nulla può divenire nulla, si trova in Empedocle (ca. 490-430 a.C.): l'unione di elementi (gli elementi, intesi in senso filosofico, e non nella contemporanea accezione scientifica, introdotta proprio da Lavoisier, di elemento chimico) determina la nascita delle cose e la loro separazione, la morte. Si tratta di apparenti nascite e apparenti morti, dal momento che: 
Analoghi concetti si ritrovano in Anassagora e Democrito.

### Accezione scientifica moderna
Il principio di conservazione della massa è stato modernamente delineato da Mikhail Lomonosov (1711–1765) nel 1748. Il principio venne dimostrato da esperimenti, anche se questo fatto a volte è messo in discussione. Autori che hanno anticipato il successivo lavoro di Lavoisier includono Joseph Black (1728–1799), Henry Cavendish (1731–1810), e Jean Rey (1583–1645).
Nel XVIII secolo il chimico e naturalista francese Antoine-Laurent Lavoisier aveva espresso queste idee in modo più definito diversi anni dopo Lomonosov:
Questa osservazione venne resa pubblica come principio di conservazione della massa, comunemente conosciuta come  Legge di Lavoisier.

## Aspetto consolidato
In definitiva tale principio può essere espresso, nell'accezione contemporanea nel seguente modo:
all'interno di un sistema chiuso, in una reazione chimica la massa dei reagenti è esattamente uguale alla massa dei prodotti, anche se appare in diverse forme.
In parole più semplici, tale teoria è conosciuta anche così:
"in una reazione chimica nulla si crea, nulla si distrugge, ma tutto si trasforma".
In realtà questa è una legge fenomenologica ed è valida, approssimativamente, a una valutazione macroscopica, per qualsiasi reazione chimica. L'approssimazione, piccola, concerne la questione del difetto di massa.
In fisica atomica e in fisica nucleare al contrario questa legge deve essere sostituita dalla più estensiva formulazione della legge di conservazione dell'energia. Le reazioni nucleari dimostrano infatti che la legge di Lavoisier esposta qui sopra non è valida.
Un esempio di applicazione della conservazione della massa è la seguente reazione chimica di ossido-riduzione, da bilanciare, che vede come protagonisti l'elemento sodio (Na) e l'acqua, composta a sua volta dall'elemento idrogeno (H) e dall'elemento ossigeno (O):
Na + H2O → Na+ + H2 + OH−
Il termine bilanciare indica che le moli dei reagenti non corrispondono a quelle dei prodotti; in questo caso si nota molto bene che la reazione non è bilanciata, in quanto si trovano 2 atomi di H dalla parte dei reagenti e 3 dalla parte dei prodotti. Questo sbilanciamento viene corretto portando a 2 moli l'acqua dalla parte dei reagenti, e a 2 moli l'anione idrossido OH− (ione negativo) dalla parte dei prodotti:
2 Na + 2 H2O → 2 Na+ + H2 + 2 OH−